# Hale (Marskrater)
Der Krater Hale befindet sich am nördlichen Rand des Argyre-Beckens auf dem Mars. Er misst etwa 137 km im Durchmesser und wurde nach George Ellery Hale benannt.